# Tercer carril

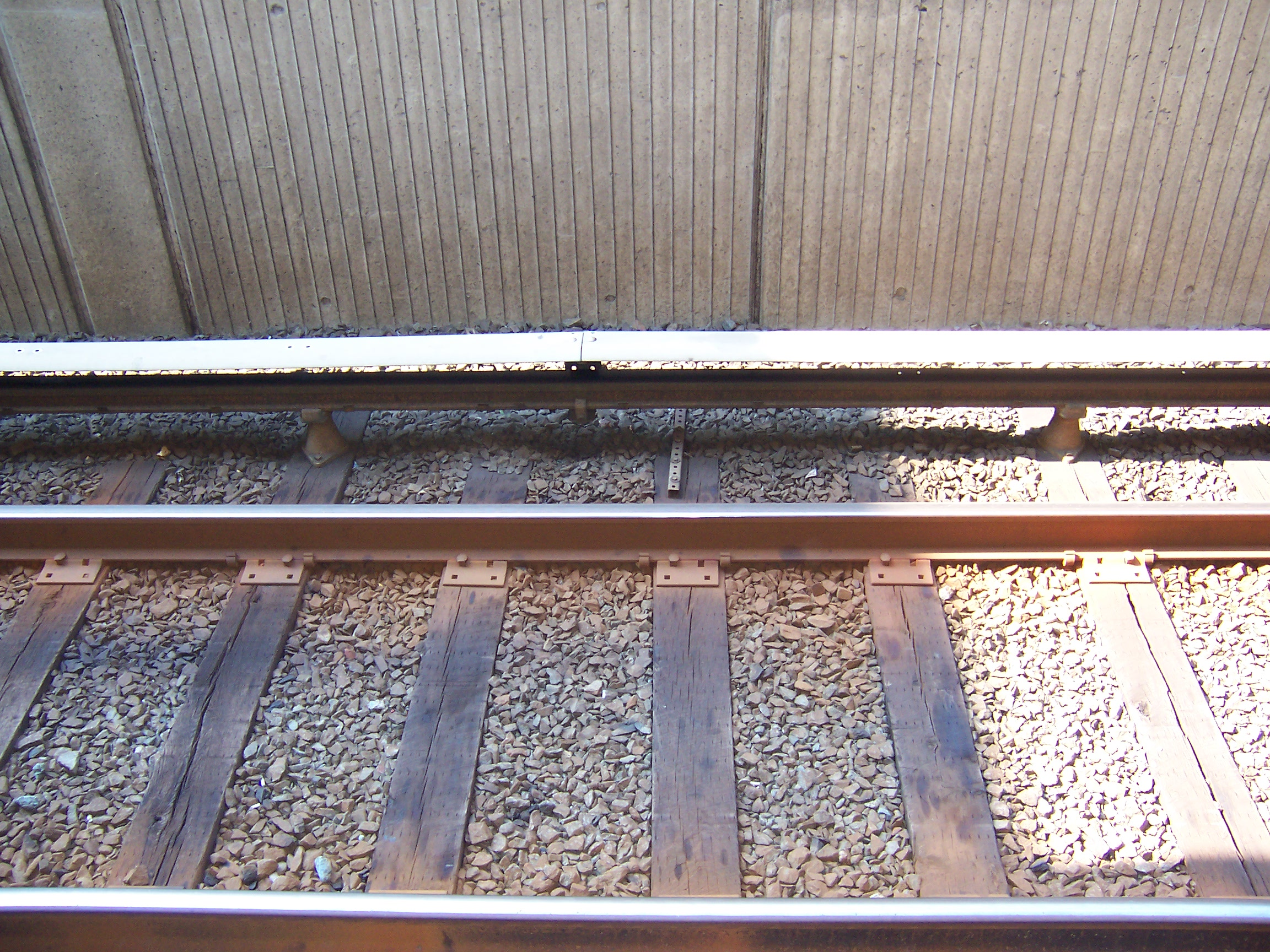
Tercer carril utilitzat al metro de Washington DC

El tercer carril és un sistema de proveïment d'energia elèctrica a un tren, mitjançant un carril rígid continu situat al costat o al mig de la via. És un mètode alternatiu a la catenària, especialment utilitzat en metros. Tots els sistemes amb tercer carril usen corrent continu.

## Descripció

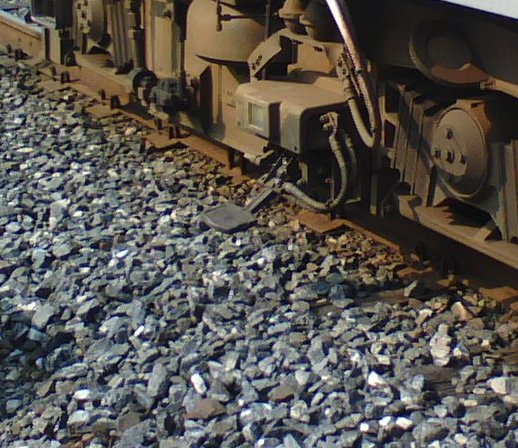
Patí que llisca pel tercer carril

El sistema consisteix en un carril d'acer laminat (o un element longitudinal semblant a un carril) al costat exterior d'un dels dos carrils o més rarament entre els dos carrils de la via.
Aquest carril està a una tensió d'un voltatge inferior a 1.500 V en corrent continu. En cap cas estan en contacte directe amb el terra i està convenientment aïllat: reposa sobre uns mòduls ceràmics que estan clavats sobre les travesses o sobre la plataforma de formigó (si la via és en placa). Segons el disseny, pot ser que el carril estigui envoltat parcialment per algun tipus de fibra o per llistons de fusta.
El carril té una superfície llisa per on llisquen els patins del tren (aparell equivalent al pantògraf), que és la manera amb què el tren fa contacte amb el tercer carril. El carril presenta discontinuïtats en punts com desviaments, passos a nivell o canvi de seccionament elèctric. L'extrem del carril s'adapta per incorporar els patins del tren a la posició correcta.
El tercer carril fa de pol positiu i els carrils de la via del tren fan de pol negatiu, existint una diferència de potencial entre aquests dos tipus de carrils. Els carrils de la via tenen un potencial nul. També es pot donar el cas que el tercer carril sigui el pol negatiu, tal com passava a la línia 1 del metro de Barcelona fins a l'any 2002, quan estava electrificada a –1.500 V, però els carrils de la via sempre estaran a un voltatge igual a zero.
A la línia 1 del metro de Milà i al metro de Londres s'utilitza un sistema amb un quart carril: per una banda, hi ha els dos carrils que conformen la via per on roden les rodes del tren, un tercer carril situat al lateral de la via (pol positiu) i un altre situat a l'eix de la via, entre els dos carrils (pol negatiu).
Segons la disposició del carril i dels patins, es poden classificar en tres tipus de tercer carril:
- Contacte superior: és el sistema més primitiu, utilitzat als metros de París, Londres, Estocolm, Lisboa, gran part de la xarxa ferroviària al sud de Londres, i antigament a línia 1 del metro de Barcelona. El tercer carril pot estar ubicat entre els dos carrils o al lateral de la via. La superfície per on llisca el patí és la situada a la part superior del carril. El carril es pot protegir amb llistons de fusta per les parts laterals.
- Contacte lateral: el carril es gira 90°, de manera que la superfície de contacte és vertical. Aquest tipus de carril només es pot ubicar als laterals de les vies. Se sol protegir el carril recobrint-lo amb fibra. És el tipus menys comú. S'utilitza a la línia 1 del metro de Milà, a l'S-Bahn d'Hamburg i als sistemes de metro amb pneumàtics (París, Lió, Mont-real, Ciutat de Mèxic).
- Contacte inferior: el carril es gira cap per avall, de manera que la superfície de contacte queda a sota. En aquest cas, el tercer carril sempre va situat al lateral de la via. És un sistema més modern que el de contacte superior. Alguns exemples d'ús són als metros de Viena, Copenhaguen o a les línia 3 i línia 4 del metro de Barcelona fins al 2002.
- Alimentació pel sòl (APS): és un sistema desenvolupat pel tramvia de Bordeus, en el qual el tercer carril està semienterrat entre els dos carrils. El tercer carril està subdividit en trams molt curts, que s'alimenten independentment i només s'activen quan hi ha un tramvia a sobre, de manera que permet el pas de vianants i altres vehicles per la plataforma tramviària sense haver de córrer cap risc.

## Avantatges i inconvenients[calcitació]

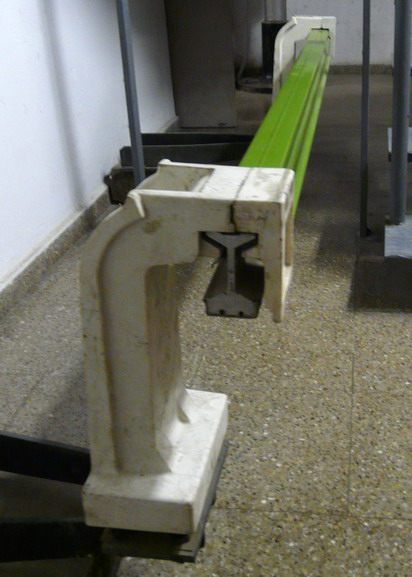
Tercer carril utilitzat a la línia 3 del metro de Barcelona entre 1975 i 2002.

Un dels motius pel qual el sistema d'alimentació elèctrica per tercer carril és tan popular en metros és pel poc espai ocupat en comparació amb un sistema de catenària. El fil de contacte d'un sistema amb catenària sol estar situat a 5 metres per sobre de la cota de carril en xarxes de ferrocarril convencional (en xarxes de metro és inferior), mentre que el tercer carril queda en un punt molt proper al límit del gàlib, de manera que les seccions de túnels on s'utilitza tercer carril són més petites que les de catenària, fent que el cost d'excavació sigui menor.

### Seguretat

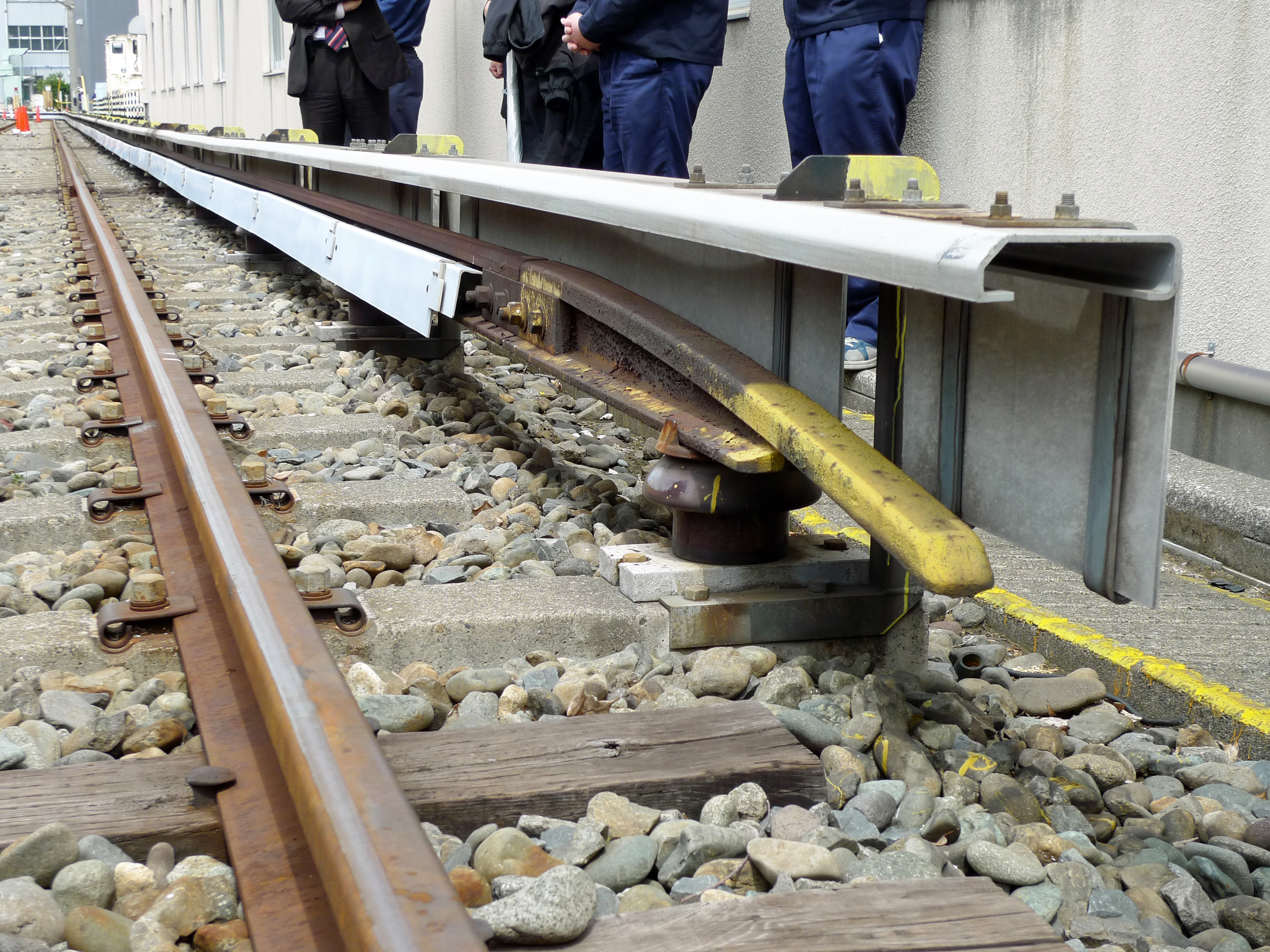
Transició a l'inici d'un tram amb tercer carril

Els tercers carrils estan electrificats i situats molt a prop del terra. Es considera que voltatges superiors a 1.500 V no són aptes per estar situats a tan poca distància del terra. A més, les tensions altes poden provocar l'efecte Joule, a més de requerir més subestacions.
El fet d'estar electrificat també provoca un problema de seguretat per a qualsevol persona o ésser viu que pugui estar-hi a prop, sigui de manera voluntària o no: desallotjaments de trens per avaries, personal de manteniment, caigudes a la via, imprudències o incivisme, etc. Als sistemes amb contacte lateral o inferior, el carril electrificat sol estar protegit per un recobriment de fibra (excepte pel costat on es fa la presa de corrent). Aquesta situació no és tan usual als sistemes on hi ha contacte superior.
El fet que el tercer carril no sigui continu fa que els trens no puguin circular a una velocitat molt elevada per tal d'evitar que els patins impactin contra el tercer carril als punts on comença.

### Climatologia
Els sistemes amb contacte superiors queden afectats quan es produeixen acumulacions de neu, o si es glaça el carril. Aquests fets poden produir la supressió del servei. En algunes xarxes de metro s'utilitzen uns líquids anticongelants que han de ser subministrats per uns trens especials.
També és sensible a inundacions que es puguin produir a la plataforma de la via.
A diferència dels sistemes per catenària, el tercer carril no se sol veure afectats en episodis amb ventades.

### Discontinuïtat del carril
A diferència dels carrils de rodament, el tercer carril no és continu i presenta discontinuïtats en desviaments, passos a nivell i cada una certa distància per canviar de secció de tracció, perquè només es vegi afectat un tram de la línia si s'hagués de tallar el subministrament elèctric.
Es pot donar el cas que un tren quedi aturat en una d'aquestes discontinuïtats i cap dels patins situats en cotxes motors sigui capaç de fer contacte amb el tercer carril. En aquests casos, el comboi que s'hagués quedat encallat hauria de ser remolcat.

## Ús
- Contacte superior sense recobriment: metro de París (línies sense pneumàtics), metro de Lisboa, metro de Londres (amb quart carril), línia 1 del metro de Milà (un dels dos carrils electrificats), xarxa ferroviària del sud de Londres, Merseyrail (Liverpool)
- Contacte superior amb recobriment: Tren Groc, metro d'Estocolm, metro de Nova York, metro de Berlín (línies U1 a U4), línia 1 del metro de Barcelona (1926-2002), línies de Ginza i Marunouchi del metro de Tòquio, línia B del metro de Buenos Aires, metro de Budapest (línies 2, 3 i 4).
- Contacte lateral: línia 1 del metro de Milà (un dels dos carrils electrificats), S-Bahn d'Hamburg, línies amb pneumàtics dels metros de París, Lió, Marsella, Ciutat de Mèxic, Mont-real, Santiago de Xile.
- Contacte inferior: metro de Brussel·les, metro de Berlín (línies U5 a U9), metro d'Hamburg, metro d'Oslo, metro de Copenhaguen, línia 3 (1975–2002) i línia 4 (1973–2002) del metro de Barcelona, metro de Viena, línia 5 del metro de Milà.
- Alimentació pel sòl: tramvies de Bordeus, Luxemburg, Sevilla i Saragossa.